# 任围
任围，位于中国广东省佛山市禅城区燎原路中段乐安里，类型为古建筑，1989年6月10日公布为佛山市文物保护单位，登录名为任映坊。2006年10月25日重新公布时更改登录名为任围，并注明“含任映坊”。
任映坊的历史年代为清代。